# Girolamo Mazzola Bedoli
Girolamo Mazzola Bedoli (Parme, 1500-1569), est un architecte et peintre italien maniériste de l'école de Parme actif au XVIe siècle.

## Biographie
Né à Parme, sous le nom de Girolamo Bedoli, d'une famille originaire de Viadana, il est cousin de Parmigianino, avec qui dans sa jeunesse il entreprend un voyage à Viadana, pour échapper au siège de Parme (1521). Il entretient une relation fluctuante avec son cousin. Une grande partie de son style dérive de celui-ci, mais dans les années 1530, lorsque Parmigianino revient à Parme, une rupture se produit entre l'artiste et sa famille, à l'avantage de Bedoli. En 1529, il épouse la cousine de Parmigianino, fille de son oncle Pier Ilario, et s'installe dans sa maison paternelle, ajoutant à son nom en 1542, après la mort prématurée du Parmesan, celui beaucoup plus célèbre à Parme, de Filippo Mazzola, actif depuis des décennies, avec un magasin florissant.
Il réalise quelques fresques, initialement commandées à son cousin, comme celles de l'abside de la basilique Santa Maria della Steccata. Du Parmigianino et du Corrège, il tire des schémas figuratifs et des thèmes de composition qui le conduisent vers un formalisme abstrait.
Il peint avec son beau-père l'Allégorie de l'Immaculée Conception pour l'oratoire de l'Immaculée Conception situé à côté de l'église de San Francesco del Prato, une toile qui se trouve actuellement à la Galerie nationale de Parme. Vers 1547, il peint une Adoration des mages pour la Chartreuse de Parme, qui se trouve à la Galerie Nationale de Parme avec également le polyptyque du chœur de l'abbaye San Martino di Bocci, datant de 1538, représentant, dans la partie inférieure, la Vierge à l'Enfant avec saint Jean endormi, saint Bernard de Clairvaux et Saint Robert de Chaise-Dieu, tandis que, dans la partie inférieure, en partie haute, figurent Ecce Homo, saint Hilaire de Poitiers et saint Martin évêque de Tours.
Au cours de l'année 1555, il réalise le grand retable de la Transfiguration, situé dans l'abside de l'abbaye Saint-Jean-l'Évangéliste et se distingue par le thème allégorique de Parme embrasse Alexandre Farnèse.
Sa peinture à l'huile sur panneau La Vierge à l'Enfant avec les saints Michel et Antoine l'Abbé est datée de 1525, toujours à son emplacement d'origine de l'église San Michele di San Michele Tiorre.
La petite toile Crèche en paysage, 33 × 43 cm, qui porte au dos le cachet de la collection Farnèse de Parme et celui de l'inventaire de la collection Bourbon, se trouve à la Galleria dell'Accademia (Naples).
Architecte, il a œuvré aussi comme décorateur du sacré.
Dans ses œuvres on remarque l'influence de Corrège et surtout du Parmesan, ce qui a pu faire parfois confondre l'attribution de leurs réalisations.
On lui attribue une trentaine de dessins, d'une grande habileté technique, qui rappellent le Parmesan.

## Œuvres
- Immaculée Conception (1533-1538), retable, Galerie nationale de Parme
- Jésus et Saint Jean-Baptiste (v. 1535)[6]
- Conversation sacrée (v. 1535), huile sur bois, 194 × 146 cm, musée Capodimonte, Naples[7]
- Croisée de la voûte du chœur (1538-1540), dôme, Parme
- Portrait d'un tailleur (1540-1545), huile sur toile, 88 × 71 cm, musée Capodimonte, Naples[7]
- La Vierge et l'Enfant avec sainte Justine, saint Alexandre et saint Benoît (1540-1550), San Alessandro, Parme
- Fresques de l'abside (1544) et de la grande nef (1555-1557), dôme, Parme.
- Fresques des absides nord (1546-1553) et sud (1553-1557), église de la Steccata
- Peintures du buffet d'orgue de San Giovanni Evangelista (1546) et du dôme de Parme (1562).
- Adoration des bergers (v. 1547), Sainte Famille avec sainte Catherine (1556), Galerie nationale de Parme
- Annonciation (1550-1560), huile sur bois, 230 × 159 cm, Musée Capodimonte, Naples. provient de l'église de l'Annonciation à Viadana[7]
- Adoration des bergers avec saint Benoît (1552-1554), avec Fermo Ghisoni da Caravaggio, retable, monastère San Benedetto Po, maintenant au musée du Louvre
- Le Sommeil de Cupidon (v. 1555), musée Condé, Chantilly
- Portrait allégorique avec Parme qui embrasse Alexandre Farnèse (1556), huile sur toile, 150 × 117 cm, Galerie nationale de Parme[8]
- Cène, réfectoire de San Giovanni Evangelista (1562-1564), Parme.

Non datées ou dates à documenter
- Sainte Famille avec saint François, musée, Budapest
- Deux Madones avec des saints, Gemäldegalerie, Dresde.
- Portraits, musée du Prado, Madrid.
- Annonciation, Pinacoteca Ambrosiana, Milan.
- Repos pendant la fuite en Égypte, musée Poldi-Pezzoli, Milan.
- Adoration de l'Enfant, musée Capodimonte de Naples.
- La Vierge avec saint Sébastien et saint François, Gemäldegalerie Alte Meister, Dresde)
- Le Mariage mystique de sainte Catherine d'Alexandrie, Galerie nationale de Parme
- Adoration des mages, Galerie nationale de Parme
- Le Jugement dernier, (fresque dans l'abside), dôme, Parme.
- La Vierge et l'Enfant dans un paysage, Fogg Art Museum, Cambridge (Massachusetts).